# Pietro Meloni
Pietro Meloni (ur. 31 sierpnia 1935 w Sassari) – włoski duchowny rzymskokatolicki, w latach 1992-2011 biskup Nuoro.

## Życiorys
Święcenia kapłańskie przyjął 28 czerwca 1968. 9 czerwca 1983 został mianowany biskupem Ampurias i Tempio. Sakrę biskupią otrzymał 10 września 1983. 16 kwietnia 1992 objął urząd biskupa Nuoro. 21 kwietnia 2011 przeszedł na emeryturę.